# Battaglia aerea di Formosa
La battaglia aerea di Formosa (in giapponese: 台湾沖航空戦?, in cinese: 臺灣空戰S) si svolse tra il 12 e il 16 ottobre 1944 nel teatro del Pacifico della seconda guerra mondiale, tra le forze aeree statunitensi e quelle giapponesi. La battaglia è inquadrata nella campagna delle Filippine, attuata dagli Alleati per riconquistare l'arcipelago omonimo, occupato dalle truppe giapponesi durante una campagna espansionistica fra il 22 dicembre 1941 e il 6 maggio 1942.
Lo scontro aereo vide una serie di raid diurni statunitensi sulle installazioni militari giapponesi su Formosa e le risposte notturne degli aerei nipponici che attaccarono la flotta statunitense al largo dell'isola. I giapponesi complessivamente persero più di 300 aerei, mentre gli americani meno di 100, oltre a due incrociatori danneggiati. Gli esiti della battaglia privarono la Flotta combinata, la componente principale della Marina imperiale giapponese, della copertura aerea necessaria per le operazioni future e che sarebbe stata necessaria nella battaglia del Golfo di Leyte che si concluse con una vittoria statunitense.

## Antefatti

### Situazione statunitense
La considerazione più importante riguardo a eventuali operazioni di terra a Formosa, secondo l'ammiraglio Ernest King, era che l'invasione dell'isola avrebbe richiesto una quantità di forze terrestri di molto superiore a quelle disponibili in tutto teatro del Pacifico alla fine del 1944 e non sarebbe stata inoltre praticabile fin quando non si fossero rese disponibili le unità in quel momento ancora impegnate in Europa contro la Germania.
Nell'area tra Formosa, le Filippine, le isole Ryukyu e il Giappone meridionale erano presenti oltre 1 200 aerei da combattimento del Servizio aeronautico della Marina e dell'Esercito imperiale (l'aviazione nipponica non esisteva come forza armata indipendente) che costituivano una seria minaccia per le forze navali alleate. Pertanto venne deciso dallo Stato Maggiore statunitense di eliminare, o comunque ridimensionare, tale minaccia attuando tra il 10 e il 20 ottobre una serie di attacchi contro le basi aeree di Formosa, delle Filippine e delle isole Ryukyu, da eseguire per mezzo delle portaerei di squadra della Task Force 38, che era parte della 3ª Flotta statunitense chiamata anche Fast Carrier Task Force.

### Situazione giapponese
Nel settembre 1944, i giapponesi avevano già compreso la necessità di impegnare la flotta statunitense in una battaglia decisiva per ribaltare l'andamento del conflitto. Considerando in anticipo le opportunità di battaglia che si sarebbero verificate durante i vari sbarchi anfibi statunitensi, gli ordini operativi giapponesi, chiamati Sho ("vittoria"), prevedevano quattro possibili scenari per opporsi a un'invasione, ovunque fosse avvenuta tra le Filippine e le isole Curili. Il problema maggiore per i giapponesi era una questione morale: i marinai avrebbero dovuto infatti rompere le tradizioni della Marina imperiale, concentrandosi sull'affondamento di navi rifornimento piuttosto che da guerra. Di conseguenza, il comandante della Flotta combinata, l'ammiraglio Soemu Toyoda, raggiunse il fronte a inizio ottobre per supervisionare di persona le truppe in previsione delle operazioni Sho.
Il 10 ottobre il viaggio di Toyoda giunse al termine a Formosa e l'ammiraglio aveva tutta l'intenzione di far ritorno in Giappone, ma dovette rinunciare quando la Task Force 38, agli ordini dell'ammiraglio Marc Mitscher, fece capolino a nord attaccando le isole Ryukyu. Toyoda non poteva rischiare di passare attraverso un'area dov'erano concentrate portaerei statunitensi che imbarcavano complessivamente più di mille velivoli, in particolare dopo quanto successo l'anno precedente all'ammiraglio Isoroku Yamamoto, abbattuto dagli americani. Toyoda si trovò perciò lontano dal quartier generale della Flotta combinata in un momento decisivo. Fuori posizione e con un'inadeguata rete di comunicazione, l'opposizione alla forza statunitense ricadde nelle mani del vice di Toyoda, il viceammiraglio Ryūnosuke Kusaka.
Kusaka, correttamente, considerò gli attacchi alle Ryukyu un preludio agli sbarchi statunitensi, grazie in parte alle informazioni d'intelligence ottenute dalla Marina imperiale nelle precedenti settimane. Non avendo la certezza però del luogo esatto dello sbarco, decise di attuare la componente aerea dei piani Sho-1 e Sho-2, rispettivamente la difesa delle Filippine e di Formosa, la mattina del 10 ottobre. I piani Sho coinvolgevano diverse forze navali di superficie con base anche a Singapore e nei porti dell'arcipelago del Giappone. Alle navi da guerra serviva però del tempo per giungere in posizione e attuare un attacco coordinato con le forze aeree, quindi, invece di attendere l'arrivo della flotta, Kusaka ordinò alle unità aeree designate per Sho di attaccare subito gli statunitensi, intensificando i loro sforzi attuando anche la parte navale dell'operazione Sho-2 la mattina del 12 ottobre.
Molti degli aerei giapponesi erano sparsi in varie basi nella regione. Al 10 ottobre, la Forza aerea della 6ª Base del viceammiraglio Shigeru Fukudome, che decollò da Formosa in soccorso alla regione di Kyūshū di cui fanno parte le isole Ryukyu, era formata da circa 740 aerei. La Forza aerea della 5ª Base del viceammiraglio Kimpei Teraoka e la 4ª Armata aerea del generale Kyoji Tominaga, dell'Esercito di stanza nelle Filippine, possedevano entrambe circa 440 velivoli. Nei quattro giorni successivi altri 690 aerei giunsero da basi in Giappone e Cina.
Anche se la quantità di velivoli giapponesi sarebbe divenuta ben presto consistente, le unità della Marina si stava ancora riprendendo dalle perdite subite nella battaglia del Mare delle Filippine del giugno precedente e, nonostante i velivoli fossero stati rimpiazzati quasi completamente, le perdite umane abbassarono sensibilmente la qualità dei piloti. In aggiunta, oltre alla quantità soverchiante di aerei messi in campo dagli Stati Uniti il 12 ottobre, la flotta americana era superiore anche nell'addestramento e nell'esperienza dei propri piloti.

## Ordine di battaglia

### Alleati
- 3ª Flotta statunitense
  - Task Force 38: 17 portaerei (di cui 9 leggere), 6 corazzate, 4 incrociatori pesanti, 10 incrociatori leggeri, 58 cacciatorpediniere.
    - 1º Gruppo portaerei: USS Cabot, USS Cowpens, USS Hornet, USS Monterey, USS Wasp.
    - 2º Gruppo portaerei: USS Bunker Hill, USS Hancock, USS Independence, USS Intrepid.
    - 3º Gruppo portaerei: USS Essex, USS Langley, USS Lexington, USS Princeton.
    - 4º Gruppo portaerei: USS Belleau Wood, USS Enterprise, USS Franklin, USS San Jacinto.
    - Navi di scorta

### Giapponesi
- Esercito imperiale: 200 caccia/bombardieri.
  - 4ª Armata aerea: Manila, Filippine.
- Marina imperiale: 1 225 caccia/bombardieri.
  - 1ª Flotta aerea: Manila, Filippine.
  - 2ª Flotta aerea: Kaohsiung, Formosa.
  - 3ª Flotta aerea: precedentemente imbarcata in portaerei, ora spostata a terra agli ordini della 2ª Flotta.

## Battaglia
I radar degli aerei da ricognizione giapponesi rilevarono gli squadroni della Task Force della 3ª Flotta statunitense per tutta la giornata dell'11 ottobre e nella notte seguente, tenendo costantemente informato il comando nelle Filippine e a Formosa. Consci che all'alba del 12 ottobre gli statunitensi avrebbero attaccato, le forze di terra furono messe in allerta e i caccia furono preparati per intercettare gli americani.
La mattina del 12 ottobre, i quattro gruppi della Task Force coprivano tutta l'area da nordovest a sudest dell'isola. Al 2º Gruppo, essendo il più settentrionale, era stata assegnata la parte nord dell'isola. Il 3º Gruppo era posizionato al centro mentre il 1º e il 4º erano entrambi assegnati alla sezione meridionale di Formosa. L'esperienza dei vari piloti che si alternavano nelle missioni poteva dipendere dalla disposizione del proprio Gruppo e dalla missione assegnata loro.

### 12 ottobre

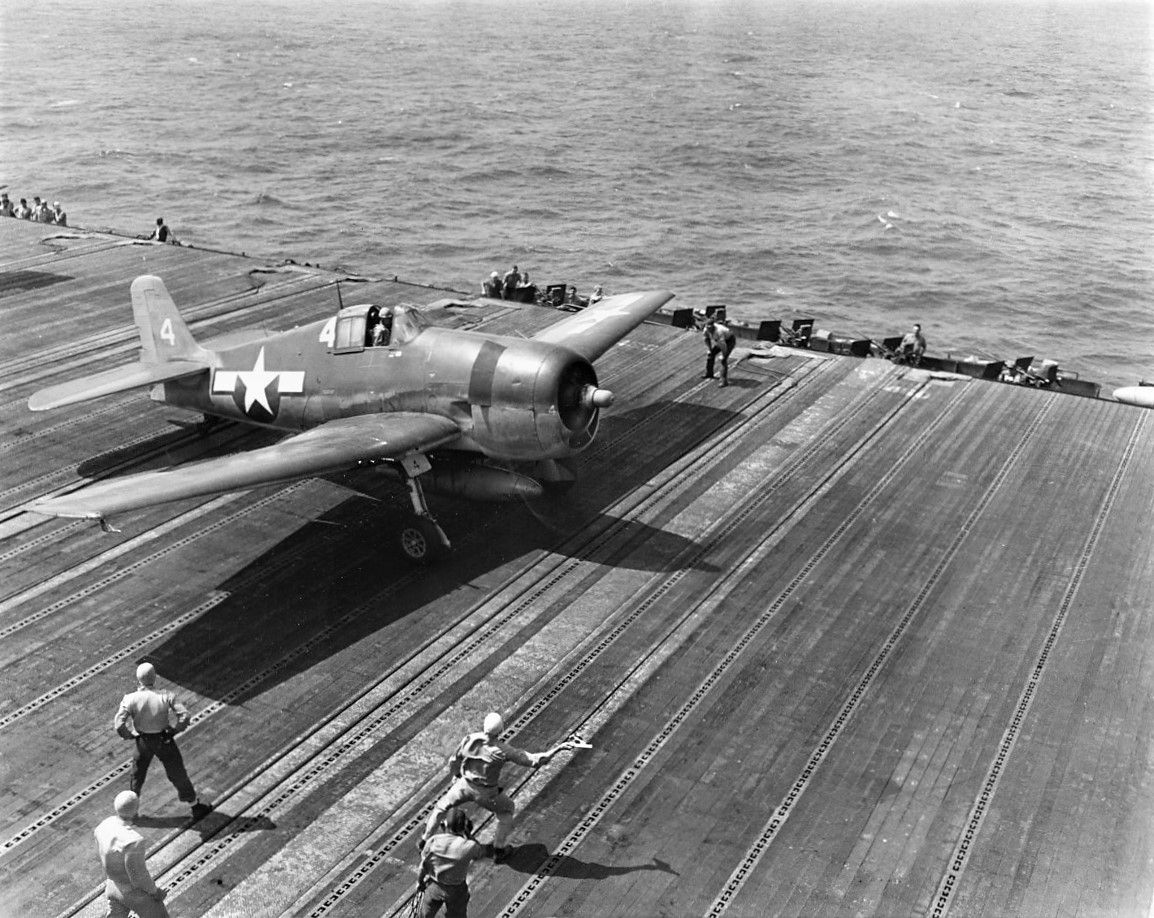
Un F6F Hellcat mentre decolla dalla USS Lexington il 12 ottobre 1944

I caccia Grumman F6F Hellcat dei quattro gruppi di portaerei completarono la fase di decollo prima dell'alba, attorno alle ore 06:00. I giapponesi intercettarono tutti e quattro i gruppi, sia con i caccia sia con il fuoco della contraerea, che si registrò di livello moderato o intenso su tutta l'isola. I duelli aerei furono molto duri nell'area centro-settentrionale di Formosa, quella di competenza dei velivoli provenienti dal 2º Gruppo del viceammiraglio Gerald F. Bogan e dal 3º Gruppo del viceammiraglio Frederick C. Sherman. La USS Lexington e la USS Essex, del gruppo di Sherman, riportarono l'abbattimento di circa 50 aerei giapponesi, mentre la USS Intrepid, la USS Bunker Hill e la USS Hancock, del gruppo di Bogan, riportarono almeno altri 50 aerei abbattuti.
Gli statunitensi, al contrario, subirono poche perdite nella prima mattinata: nel 2º e 3º Gruppo furono riportati solo nove aerei persi, con tre piloti recuperati dalle navi americane o dai sottomarini. Quest'enorme differenza è in parte dovuta alla mancanza di esperienza dei piloti giapponesi; i piloti nelle Filippine settentrionali, ad esempio, erano ancora in fase di addestramento. Dai rapporti statunitensi, la maggior parte dei caccia giapponesi erano aerei dell'Esercito, principalmente Nakajima Ki-44, Kawasaki Ki-61 e Nakajima Ki-43. Nonostante vi fossero degli esperti aviatori della Marina, le unità di caccia Mitsubishi A6M Zero ricostituite dopo la battaglia del Mar delle Filippine stavano ancora imparando a operare in squadra e non erano in grado di eseguire manovre di gruppo in grado di dare un vantaggio tattico.
Anche se i successivi attacchi della giornata eseguiti con i caccia Hellcat, i bombardieri in picchiata Curtiss SB2C Helldiver e gli aerosiluranti Grumman TBF Avenger danneggiarono significativamente le installazioni militari a Formosa, annientare completamente la forza aerea giapponese sull'isola si dimostrò impossibile. Tuttavia, il contrattacco giapponese fu soppresso senza troppe difficoltà e l'unica minaccia reale alla Task Force provenne dall'arcipelago principale del Giappone. Un'unità aerea d'élite, addestrata a volare anche con il maltempo e di notte, chiamata Forza d'attacco aereo "T", si diresse verso Formosa per eseguire il primo attacco silurante giapponese mediante il supporto dei radar su larga scala. Le navi di scorta statunitensi usarono una cortina fumogena per coprire le portaerei e la Task Force iniziò a manovrare per tenere i giapponesi dietro di sé, mentre questi ultimi lanciavano dei razzi per illuminare i bersagli. Quella notte otto velivoli giapponesi furono abbattuti dai cannoni contraerei e tre bombardieri Mitsubishi G4M dai caccia della USS Independence. Solo il cacciatorpediniere USS Prichett subì danni, ricevuti peraltro dal fuoco amico.

### 13 ottobre
Il 13 ottobre, crebbe il numero di obiettivi identificati, dalle isole Penghu all'estremità settentrionale di Luzon, mentre il numero di velivoli giapponesi in volo calò. A causa del maltempo però gli esiti degli attacchi statunitensi furono difficili da valutare. I rapporti dei piloti in questi due giorni contribuirono a scovare una rete di basi aeree su Formosa più ampia di quanto previsto. Queste informazioni, assieme ai messaggi radio intercettati e agli attacchi della sera precedente, spinsero il comandante della Task Force 38, l'ammiraglio Mitscher, ad annullare il raid previsto per le ore 14:00. Gli statunitensi invece si prepararono a un eventuale attacco giapponese nel tardo pomeriggio o nella notte che seguì.
Come atteso, i velivoli della Forza T tornarono per eseguire un altro raid notturno contro le navi da guerra statunitensi e, a essere sotto attacco, stavolta furono il 1º e il 4º Gruppo. I radar avvistarono le formazioni giapponesi alle 16:40 e furono intercettate un'ora dopo dagli squadroni di caccia del 4º Gruppo, imbarcati sulla USS Belleau Wood. La Pattuglia da Combattimento Aereo della Belleau Wood spinse fuori rotta di 70 miglia gli squadroni giapponesi abbattendo dieci aerei, tra caccia e bombardieri, prima di fare ritorno alla portaerei.

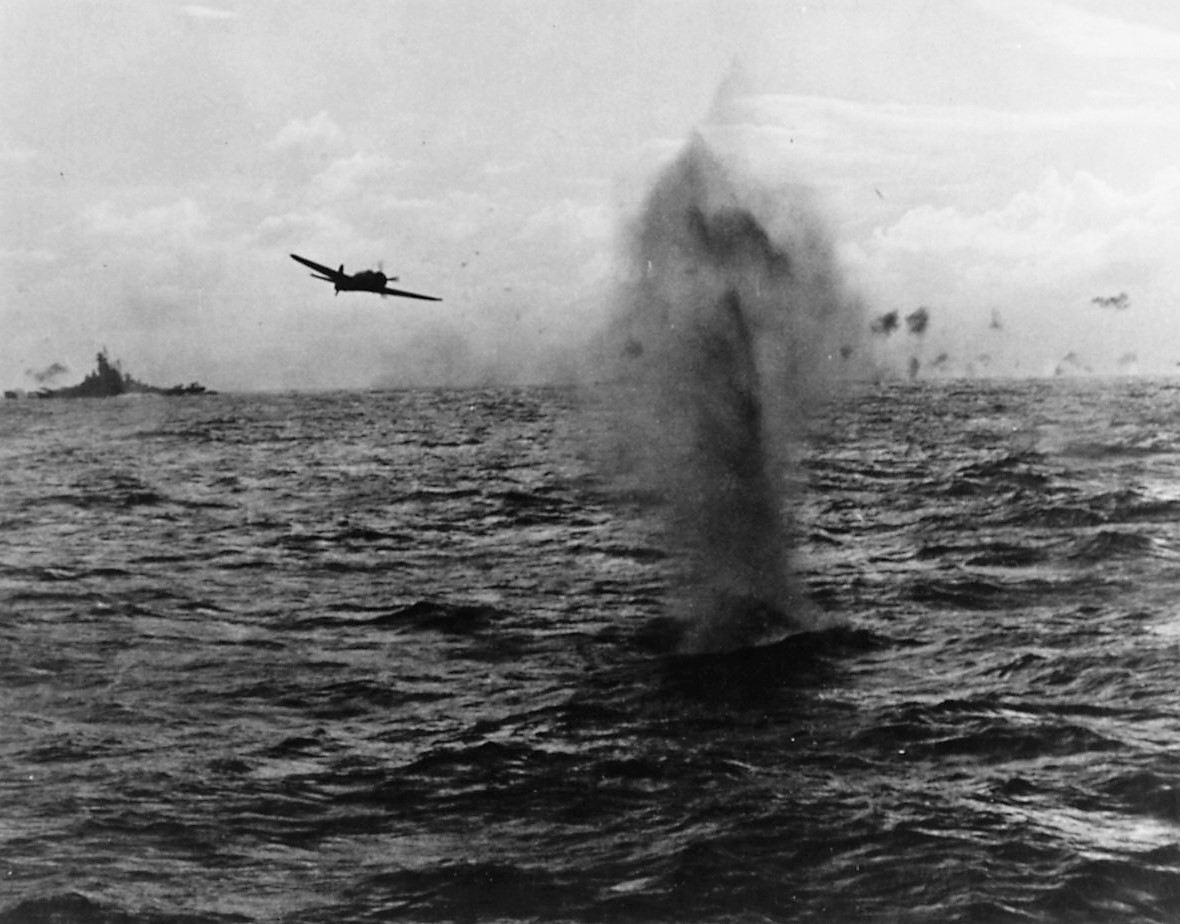
Aerosilurante giapponese B6N mentre attacca il 3º Gruppo

Alle 18:12, appena prima del tramonto, un'altra formazione della Forza T si avvicinò arrivando a portata dei gruppi della Task Force. Nel giro di venti minuti, altri sei aerei furono abbattuti in prossimità del 4º Gruppo. Uno squadrone di bombardieri Mitsubishi G4M riuscì a penetrare gli schermi di contraerea evitando la pattuglia di caccia intercettori, attaccando con determinazione le portaerei lanciando in acqua quattro siluri prima che la contraerea abbattesse sei di loro. Un siluro scivolò appena davanti alla USS Franklin, mentre un altro vi passò dietro. Uno dei bombardieri, dopo essere stato colpito, cercò di schiantarsi sul ponte della Franklin, ma mancò il bersaglio nella caduta incontrollata finendo dietro la nave, in acqua.
Il 1º Gruppo non fu altrettanto fortunato quando dieci bombardieri Yokosuka P1Y raggiunsero il gruppo alle 18:23, dopo aver eluso l'identificazione radar volando poco sopra la superficie dell'oceano. Nonostante l'avvistamento tradizionale e il fuoco di contraerea che abbatté sei velivoli, un bombardiere riuscì a iniziare un attacco. Il pilota però fu costretto a manovre evasive cosicché perse l'opportunità di colpire una portaerei. Il siluro tuttavia centrò l'incrociatore USS Canberra, uccidendo 23 uomini e causando gravi danni: entrambe le sale macchina si allagarono e il timone rimase danneggiato. Il Canberra fu quindi rimorchiato alle 22:00 da un altro incrociatore, lo USS Wichita, e riassegnato a sud-est al 3º Gruppo della Task Force 30, formata da navi provenienti da altri gruppi di portaerei.

### 14 ottobre
Il rimorchio del Camberra fece sì che i gruppi statunitensi rimanessero a portata degli aerei giapponesi più di quanto previsto. In mattinata, furono perciò inviati i caccia su Luzon e Formosa per tenere la superiorità aerea mentre il gruppo navale appena formato portava al sicuro il Camberra. Alcuni caccia intercettarono dei velivoli giapponesi nelle loro zone di competenza, ma non si verificarono particolare scontri aerei.
Per tutto il pomeriggio, i giapponesi volarono attorno al perimetro controllato dalle portaerei per ottenere informazioni sulle posizioni degli statunitensi e, tra le 15:00 e le 18:30, il 1º, 2º e 3º Gruppo subirono un massiccio attacco aereo. Il 2º Gruppo fu il primo a prendere contatto con i giapponesi, quando 25 bombardieri in picchiata Yokosuka D4Y, grazie la copertura delle nuvole, furono intercettati dai caccia di pattuglia. Solo alcuni bombardieri riuscirono a passare lo schermo difensivo, riuscendo a sganciare due bombe in prossimità della Hancock, mentre una terza centrò un cannoncino posizionato nell'area di prua, ma senza detonare. Oltre a ciò, le navi statunitensi non subirono danni.

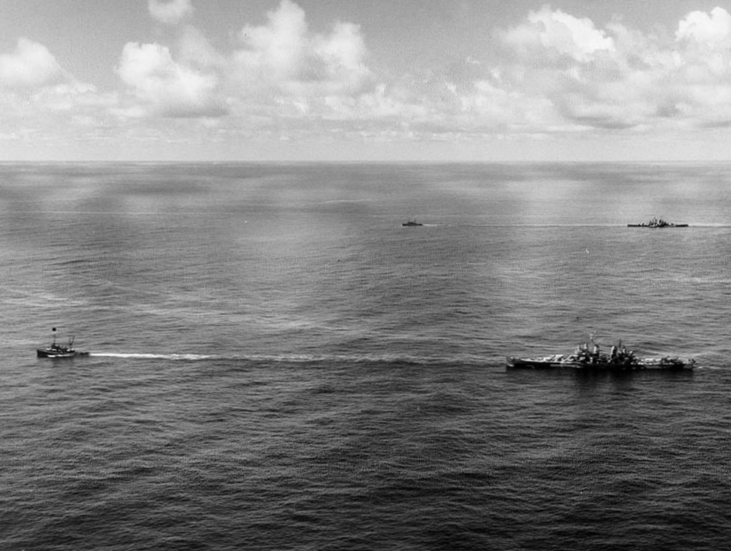
Il USS Canberra e lo USS Houston mentre vengono rimorchiati dopo essere stati colpiti da un siluro

Circa alle ore 17:00, un'ampia formazione giapponese fu rilevata diretta verso il 3º Gruppo. Come avvenne per l'attacco al 2º Gruppo, la maggior parte degli attaccanti furono abbattuti dai caccia di scorta. I velivoli sopravvissuti scesero di quota posizionandosi poco sopra la superficie dell'acqua per evitare di essere rilevati dai radar e, in pochi minuti, questo ridotto gruppo di caccia e aerosiluranti eseguì un attacco alle navi statunitensi. Tuttavia il gruppo navale subì danni poco rilevanti grazie alle manovre evasive, alla burrasca che colpì l'area e alla poca assistenza che i caccia giapponesi fornirono agli aerosiluranti.
Il 1º Gruppo era stato scelto per scortare il ripiegamento della flottiglia del Camberra. Alle ore 16:15, l'incrociatore USS Houston si unì al Gruppo per rimpiazzare il Wichita, il quale era posizionato come schermo a babordo della portaerei Wasp prima di essere designato per il rimorchio. Alle 18:31, subito dopo il tramonto, comparve una formazione giapponese. Il fuoco contraereo del gruppo a cui apparteneva il picchetto radar abbatté dieci aerei, mentre questi si dirigevano verso le portaerei, ma molti altri riuscirono a proseguire verso il centro del gruppo. Almeno due velivoli sganciarono in acqua i siluri puntando allo Houston, il quale virò di tribordo per evitare il primo in arrivo. Se il secondo siluro non riuscì a colpire l'incrociatore, il primo centrò il vascello a mezzanave tra la chiglia e la cintura corazzata. L'allagamento delle sale macchina e altre sezioni inferiori inclinarono la nave di 16°. Molti uomini dell'equipaggio finirono in acqua, oltre la fiancata della nave pericolosamente piegata. Si arrivò al punto di dare l'ordine di abbandonare la nave, ma infine fu deciso che l'incrociatore pesante USS Boston avrebbe rimorchiato lo Houston più a est. Gli attacchi contro il 1º Gruppo continuarono per ore dopo aver centrato la Houston, ma i giapponesi non ottennero altri successi.

### 15 ottobre
Gli ordini operativi iniziali prevedevano che il 15 ottobre fosse il giorno in cui la Task Force ripiegava per ricevere rifornimenti e carburante. Tuttavia, visti i siluramenti del Camberra e dello Houston, solo il 2º e il 3º Gruppo lasciarono l'area. Al 4º Gruppo fu ordinato di attaccare Luzon, per tenere gli aerei giapponesi nelle Filippine, mentre il 1º Gruppo avrebbe continuato a scortare le navi danneggiate, il cui gruppo fu denominato Crippled Division 1 (Divisione Azzoppata 1). Indecisi se affondare le proprie navi o proteggerle fino alla base, i consiglieri dell'ammiraglio William Halsey, comandante della 3ª Flotta, lo convinsero a trasformare una difficile situazione in un'opportunità. Ridenominata ufficiosamente Bait Division (Divisione Esca), le lente navi danneggiate e la loro scorta furono usate per attirare la flotta giapponese. Trasmissioni radio senza codifica furono così inviate nella speranza che i giapponesi le intercettassero e i rapporti iniziali sembrarono confermare ciò. Al mattino e alla sera, infatti, incrociatori e navi da battaglia furono avvistati mentre si dirigevano a sud dal Giappone e da sud-est di Formosa.
Nel frattempo, gli attacchi aerei giapponesi non calarono d'intensità nonostante le perdite subite nei giorni della battaglia. Invece di attendere il vantaggio dell'oscurità, le formazioni nipponiche, scortate dai caccia A6M Zero, attaccarono il 1º e il 4º Gruppo dall'alba al tramonto e la pattuglia aerea di difesa del 4º Gruppo dovette ricevere caccia aggiuntivi per far fronte all'offensiva. Circa due dozzine di aerei giapponesi furono abbattuti tra le 10:45 e le 10:56 dalla combinazione di aerei statunitensi e contraerea navale. I caccia della USS San Jacinto riportarono di aver abbattuto molti più aerei nelle ore pomeridiane. La Franklin ricevette un colpo da una bomba rimbalzante, ma il danno fu superficiale. Anche gli squadroni aerei del 4º Gruppo si scontrarono con i giapponesi nei cieli di Luzon. Il Gruppo Aereo 13 (CAG-13), decollato proprio dalla Franklin, incrociò al mattino una numerosa formazione giapponese al campo d'aviazione Nielson Field. Il loro rapporto parla di venti aerei abbattuti e della perdita invece di un solo caccia statunitense.
Ancora una volta, il 1º Gruppo fu oggetto della maggior parte degli attacchi giapponesi che impedirono manovre offensive alle portaerei statunitensi, anzi, la pattuglia di caccia a difesa delle navi statunitensi fu rafforzata il più possibile. Lo Squadrone di caccia 14 (VF-14) imbarcato sulla USS Wasp asserì di aver abbattuto trenta aerei nell'arco della giornata, e altri gruppi di caccia dello stesso gruppo navale contarono un'altra dozzina di aerei abbattuti. Le portaerei riportarono nei registri che alcune bombe erano giunte in acqua a poca distanza dalle navi, ma non vi fu alcun danno ai vascelli statunitensi durante questi attacchi.

### 16 ottobre

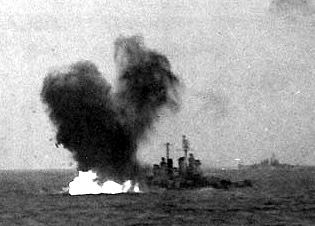
Siluro giapponese esplode contro lo USS Houston nel pomeriggio del 16 ottobre mentre veniva rimorchiata dallo USS Pawnee

Gli aerei statunitensi eseguirono ricerche a lungo raggio sia al mattino sia al pomeriggio, nella speranza che la flotta giapponese si dirigesse verso il gruppo navale che stava fungendo da esca. Alla sera fu chiaro che i giapponesi avevano compreso di poter attaccare una facile preda, tuttavia non vi fu alcuno scontro navale.
Nonostante le navi nipponiche non fecero mai comparsa all'orizzonte, i loro attacchi aerei continuarono per tutto la mattina, fino a pomeriggio inoltrato. La copertura aerea statunitense alla Divisione Esca venne affidata alle portaerei leggere USS Cowpens e USS Cabot. L'assalto più duro che dovettero affrontare fu di 75 aerei, eseguito dai giapponesi circa alle ore 13:30. Un bimotore giapponese riuscì a sfuggire ai caccia statunitensi e alla contraerea navale, sopravvivendo abbastanza da sganciare in acqua un siluro prima di schiantarsi in mare. Il silurò colpì la fiancata destra dell'incrociatore Houston, nella porzione posteriore, scagliando venti uomini fuori bordo e spargendo carburante in mare. Non essendo sicuro se la nave sarebbe sopravvissuta, il capitano inizialmente ordinò l'evacuazione dei 300 uomini dell'equipaggio, ma il vascello rimase infine a galla e il lento rimorchio proseguì in direzione dell'isola di Ulithi.

## Conseguenze
I piloti giapponesi sopravvissuti raccontarono in patria di una grande vittoria. Venne raccontato che l'intera 3ª Flotta statunitense era stata affondata e che le portaerei americane erano nel caos. Seppur alcuni membri del comando giapponese fossero scettici, tale narrazione risalì la linea di comando fino a raggiungere all'imperatore Hirohito, il quale si congratulò con le forze armate per il successo. Anche i quotidiani riportarono la notizia, enfatizzando la ritirata delle navi statunitensi dopo la sconfitta. Infine, anche i più reticenti, come lo stesso Toyoda, credettero di aver ottenuto almeno una qualche forma di vittoria.
In realtà, la battaglia aerea di Formosa rappresentò un dramma per le forze aeree giapponesi e un evento decisivo che influì sulle future operazioni navali. Prima ancora di comprendere la gravità della sconfitta della sola giornata del 12 ottobre, il viceammiraglio Fukudome si lamentò dicendo: "i nostri caccia non erano altro che uova scagliate contro il muro di pietra che era l'indomabile formazione nemica".
In risposta agli attacchi statunitensi a Formosa, nuove unità giapponesi di portaerei furono accorpate alla 4ª Divisione portaerei. Le unità aeree del 634º Gruppo d'aviazione navale, la cui base era a terra accorpata alla 2ª Flotta aerea, per tutto il resto del mese ebbe scontri con le forze statunitensi. Conseguentemente, a gennaio 1945, il gruppo si ritrovò privo di sufficiente personale per svolgere operazioni in volo. Nel frattempo, unità come il 653º Gruppo d'aviazione navale, che era stato da poco ricostituito dopo le perdite subite durante la battaglia del Mare delle Filippine, furono anch'esse dispiegate alla 2ª Flotta aerea. Durante la battaglia aerea di Formosa, lo stesso 653º Gruppo perse almeno metà degli aerei operativi.
Tra le perdite di questi gruppi aerei, che privarono le portaerei del viceammiraglio Jisaburō Ozawa dei loro piloti, e le perdite di unità aerei con base a terra come la Forza d'attacco aereo T, non vi era alcuna possibilità per i giapponesi di fornire supporto aereo per l'incombente battaglia del Golfo di Leyte. Gli storici e i comandanti giapponesi concordano sul fatto che tale mancanza fu la ragione primaria del fallimento dell'operazione Sho. Lo storico H. P. Willmott scrisse: "In larga misura, la sconfitta giapponese nelle Filippine assunse sostanza [...] prima delle operazioni di sbarco del 17 e del 20 ottobre. Ciò grazie alla natura e alla portata della vittoria ottenuta dai gruppi aerei delle portaerei statunitensi nel corso delle loro operazioni dopo il 10 ottobre". Toyoda, alla domanda "Quale crede sia stata la causa principale del fallimento in quella operazione?" rispose: "La nostra debolezza in cielo, e [...] il fatto che i nostri piloti agli ordini dell'ammiraglio Ozawa non erano sufficientemente addestrati".
La battaglia aerea di Formosa segnò un cambiamento anche nelle tattiche militari giapponesi. Attacchi organizzati di kamikaze erano già stati proposti dopo la prima battaglia del Mare delle Filippine, ma l'idea era stata rigettata dagli alti comandanti della Marina imperiale nel settembre del 1944. Solo sulla scia della sconfitta a Formosa, quando il viceammiraglio Takijirō Ōnishi sostituì il viceammiragli Kimpei Teraoka al comando della 1ª Flotta aerea, furono dispiegate unità specifiche con il compito di schiantarsi sulle navi statunitensi.